# أنظمة العلوم العصبية
أنظمة العلوم العصبية (بالإنجليزية: Systems neuroscience)‏ هو مجال فرعي من العلوم العصبية وعلم أنظمة الأحياء، ويدرس وظيفة الدوائر العصبية والأنظمة. وهو مصطلح عام، يشمل عددا من مجالات الدراسة التي تهتم بكيفية تصرف الخلايا العصبية عندما ترتبط معا لتشكل شبكات عصبي. في هذا لمستوى من التحليل، يدرس علماء الأعصاب كيف تقوم الدوائر العصبية المختلفة بتحليل المعلومات الحسية، وتشكيل تصورات عن العالم الخارجي، واتخاذ القرارات، وتنفيذ الحركات. ويهتم الباحثون في أنظمة العلوم العصبية بالعلاقة بين النهج الجزيئي والخلوي لفهم بنية الدماغ ووظيفته، وكذلك يهتمون بدراسة الوظائف العقلية عالية المستوى مثل اللغة والذاكرة، والوعي الذاتي (والتي هي من اختصاص علم الأعصاب المعرفي والسلوكي). عادة ما يوظف العلماء في هذا المجال تقنيات لفهم شبكات الخلايا العصبية في خلال عملها في الجسم الحي (مثل الكهروفيزيولوجية (تسجيل واحد أو متعدد القطب)، عن طريق تصوير بالرنين المغناطيسي الوظيفي).